# Mountain Green (Utah)
Mountain Green es un lugar designado por el censo situado en el condado de Morgan, Utah  (Estados Unidos). Según el censo de 2010 tenía una población de 2.309 habitantes.

## Demografía
Según el censo de 2010, Mountain Green tenía una población en la que el 97,8% eran blancos, 0,0% afroamericanos, 0,1% amerindios, 0,9% asiáticos, 0,0% isleños del Pacífico, el 0,5% de otras razas, y el 0,7% pertenecían a dos o más razas. Del total de la población el 2,1% eran hispanos o latinos de cualquier raza.